# Motivacija za priključivanje virtualnom društvu
Virtualno društvo grupa je ljudi kojima je osnovni način komunikacije pismom, telefonom, e – poštom te novim oblicima i programima koji se razvijaju. Postoji više naziva za virtualno društvo, to su virtualna zajednica, virtualno društvo, e – društvo, mrežna zajednica... (virtual community, e-community, online community...) 
Postoji i poseban naziv za komunikaciju kompjuterima, tj. programima koje pojedinci koriste i koje koriste njihovi „virtualni prijatelji“, a zove se mrežno društvo.

### Svrha
Svrha je ovakvog komuniciranja upoznavanje, druženje bez fizičke prisutnosti i kontakta.
Razvijeni su mnogi oblici takvog komuniciranja i sudjelovanja u virtualnim zajednicama, razni su stupnjevi na kojima se može uključiti u zajednicu, različite su uloge korisnika u takvom društvu, različite su svrhe, od komuniciranja porukama, slanja komentara, stavljanja fotografija i videomaterijala, razmjena podataka i programa. Stoga postoje brbljaonice (chat), forumi, programi za glasovno i vizualno komuniciranje, grupe s fotografijama…

### Razvoj
Velik doprinos novom obliku komunikacije jest pojava Weba 2.0, tj. usluga koje nudi, interaktivni programi koji korisnike dovode u sam centar rasprave ili izrade kakvih projekata, sudjelovanje u grupama i komuniciranje s ostalim članovima.

### Poslovni korisnici
Osim što virtualnim društvima pristupaju pojedinci, i u poslovnom je svijetu poznat pojam takvog društva. Tako se omogućuje zaposlenicima rad i izvan same zgrade tvrtke, samostalno organiziranje radnog vremena, brzo dobivanje informacija neovisno o prisutnosti u tvrtki te komuniciranje i suradnja s ostalim zaposlenicima.

### Organizacija sadržaja
I privatni i poslovni korisnici udružuju se u virtualna društva na nekoliko razina i ovisno o više parametara. Zajednice mogu biti povezane organizacijski, regionalno i tematski, a svaki od tih opisa uvjetuje način komunikacije i svrhu društva.
Virtualna društva imaju i svoje vrline i mane, vrline „mame“ moguće korisnike na priključivanje, a mane tjeraju osnivače, organizatore i nadglednike da sustave poboljšaju i sudionicima omoguće bezbrižnije korištenje.

### Korisnosti
Korisno je pronalaženje osoba sličnih sklonosti, a to je moguće kad postoje opisi korisnika, njihovi osnovni podaci o spolu, godinama te interesi, omiljene stvari, ciljevi, svjetonazor…
Komunicira se s onima koje se rjeđe susreće i s bliskim osobama pa se svakodnevna druženja prenose u virtualni oblik. Posebno se tu ističu programi za brzu razmjenu poruka i grupe s profilima korisnika koji omogućuju pretraživanje po različitim kriterijima (ime i prezime, interesi, godine…).
Povećana je brzina komunikacije te su smanjeni troškovi (posebno važno za poslovne korisnike).

### Mane
Međutim, osim vrlina, mane često odvrate pojedinca od učlanjenja, takvi su oblici komunikacije i programi pogodni za kriminalce jer mogu nesmetano obavljati ilegalne radnje (nemogućnost kontrole ili češće smanjena kontrola te privatnost korisnika),
Moguće su krađe identiteta, od bezazlenih do ozbiljnih prekršaja s namjerom da se nekome naudi.
Pojedini programi omogućavaju uhodama da pregledavaju profile drugih bez njihova znanja, mogući su neovlašteni upadi u zaštićene grupe.
U takvom su okruženju iznimno ranjiva djeca jer su mlada i naivna, ne znaju koje ih sve nedaće mogu tamo zateći i nemaju dovoljno znanja da se obrane.
Kod nekih se osoba mogu razviti lakši, ali i teži oblici psihičkih poremećaja, ovisnost o virtualnom svijetu onemogućava normalno ponašanje u stvarnosti.

### Način sudjelovanja
Više je načina sudjelovanja:
- posjetitelj, pasivni sudionik
- početnik
- vođa
- stari korisnik

### Proces uključivanja
Lave i Wenger opisali su ciklus uključivanja u virtualno društvo:
- vanjski (posjetitelj) – neprijavljeno i pasivno sudjelovanje, ne sudjeluje u raspravama i ne dodaje sadržaj
- unutarnji (korisnik) – sudjeluje u zajednici i napreduje prema punom sudjelovanju, šalje sadržaj, povremeno sudjeluje u 					                       raspravama
- upućen (stalni) – potpuno posvećen sudjelovanju, stalno dodaje nov sadržaj, raspravlja s drugim članovima, dodaje videomaterijal
- vođa – održava članstvo, poznat kao stari korisnik, povezuje se s ostalima u stvaranju novih ideja, njegovo se mišljenje uzima u obzir
- odlazeći – napušta zajednicu zbog različitih razloga, nesuglasje, nove ideje, nova mišljenja, promjena interesa, zajednica je krenula u smjeru koji ne odgovara korisniku, nedostatak vremena

### Motivacija za priključivanje virtualnom društvu
Korisnici su različito motivirani, ovo su neki od oblika motivacije: širenje znanja, stvaranje nove kulture ili sudjelovanje u njoj, komunikacija s ostalim korisnicima.
Motivacijom su se bavili i neki istraživači virtualnih društava, jedan je od njih i Peter Kollock, istraživao je motivaciju za pristupanje i sudjelovanje u mrežnim društvima. Klasificirao ju je ovako:
- očekivano međusobno djelovanje – osoba donosi korisne informacije i nada se da će onaj koji ih iskoristi uzvratiti na isti način
- povećano prihvaćanje i odobravanje – važno je sudionicima, u nekim se zajednicama međusobno ocjenjuju te im ako raste popularnost
- osjećaj korisnosti i uspješnosti – pojedinci donose korisne informacije jer time očekuju prihvaćanje, pohvalu, osjećaj utjecanja na zajednicu, stvaraju dojam o sebi kao korisnome i utjecajnome

Mark Smith proširio je ovu klasifikaciju i naveo još jedan oblik motivacije koji zapravo proizlazi iz prethodnih oblika, a to je prijateljstvo, osjećaj pripadanja zajednici. Ljudi su društvena bića i važno im je dobiti izravan odgovor ili komentar vlastitog rada.

### Sudjelovanje
Članovi mogu sudjelovati na različite načine i različitim intenzitetom, neki smatraju da ne trebaju komentirati, smatraju da su korisniji ako ne sudjeluju u raspravi. Drugi pak stalno sudjeluju jer smatraju da će njihov komentar biti koristan, to su stari korisnici.
Jedan od pionira virtualnih društava, istraživač i informacijski stručnjak Jonathan Bishop kaže da su pojedinci vođeni željama, one stvaraju planove, oni su dalje u skladu s postojećim planovima, ciljevima, vrijednostima i uvjerenjima sudionika.
Većina zajednica u početku sporo napreduje, veći broj članova uzrokuje i brži priljev novih sudionika.

### Sustavi znanja
Ovisno o potrebama, interesima ili kojim drugim zahtjevima članova razvijeni su različiti sustavi znanja. Usenet je prva internetska zajednica nastala 1980. g. The WELL je osnovan 1985. g., a kasnije je bio tema mnogih knjiga i članaka. AOL je jedan od najvećih mrežnih pružatelja usluga. Slashdot je forum vezan uz tehnologiju, omogućava članovima pisanje članaka i njihovo komentiranje. Wikipedia je izrasla u najveću svjetsku enciklopediju, članovi volonterski izdaju i ocjenjuju članke te su stvorili opširan i razgranat sustav informacija.

### Neka virtualna društva
Postoji više virtualnih društava, mnoga su slična, mnoga različita. Razlikuju se ulogom, važnošću i oblikom komunikacije, neki se razlikuju tek dizajnom. Neke od zajednica jesu Usenet, BBS (The WELL), akademske mreže (EIES), blogovi, virtualni svjetovi (Second Life), programi za brzu razmjenu poruka (ICQ, ), Wiki, 
„peer- to- peer“ programi (Limewire, Morpheus), društvene mreže (Facebook, LiveJournal), umjetničke grupe i ostale zajednice.